# Клекери
Кле́кери (латыш. Kleķeri, Zeltkalns; устар. Клекеръ) — населенный пункт  (латыш. mazciems) в Дзербенской волости Вецпиебалгского края. Расположен на западе волости, в 7,5 км от волостного центра Дзербене, в 24,5 км от краевого центра Вецпиебалги и 104 км от Риги.
Населенный пункт расположен у перекрёстка автодорог P30 (Цесис—Вецпиебалга—Мадона) и V334 (Клекери–Спандери).